# 永安幸正
永安 幸正（ながやす ゆきまさ、1941年1月13日 - 2007年9月3日）は、日本の経済学者。
島根県生まれ。東京大学大学院経済学研究科博士課程単位取得満期退学。早稲田大学社会科学部教授、麗澤大学国際経済学部教授を歴任した。経済学と社会システム論、経済倫理学を研究。
2007年9月3日、心不全のため死去。

## 著書
- 『現代経済文明の生態学 自然 経済 思想』前野書店、1978
- 『国民経済の形成原理 内部発展論のパラダイム』早稲田大学出版部、1978
- 『政治経済学』成文堂、1981
- 『社会科学のこころ ゆらぎ文化の知を語る』成文堂、1989　学際レクチャーシリーズ
- 『経済学のコスモロジー 地球環境時代の経済原論』新評論、1991
- 『経済の哲学 心が変わり物が変わる』麗澤大学出版会、2008

## 共編
- 『グローバル時代の経済倫理』望月幸義共編　広池学園出版部、1991
- 多田顕『武士道の倫理 山鹿素行の場合』編集・解説　麗澤大学出版会、2006

## 翻訳
- マーク・パスティン『考える経営者 高収益・高倫理企業への途』NTT出版、1994
- トム・L.ビーチャム、ジェイムズ・F.チルドレス『生命医学倫理』立木教夫共監訳　成文堂　1997
- アミット・バドゥーリ,、デーパク・ナイヤール『インドの自由化 改革と民主主義の実験』日本経済評論社、1999
- トム・L.ビーチャム『生命医学倫理のフロンティア』立木教夫共監訳　行人社、1999
- ジョセフ・M.キッザ『IT社会の情報倫理』大野正英共監訳　日本経済評論社、2001
- アミタイ・エチオーニ『新しい黄金律 「善き社会」を実現するためのコミュニタリアン宣言』監訳　麗澤大学出版会、2001